# Hôtel Chastaigner de Cramahé
L'hôtel Chastaigner de Cramahé, bâti entre le XVIe siècle et XVIIIe siècle, est situé 8 rue des Augustins et 13, 15 rue Bazoges à La Rochelle, en France. L'immeuble a été classé au titre des monuments historiques en 1926.

## Historique
Le bâtiment est classé au titre des monuments historiques par arrêté du 1er mars 1926.

## Architecture

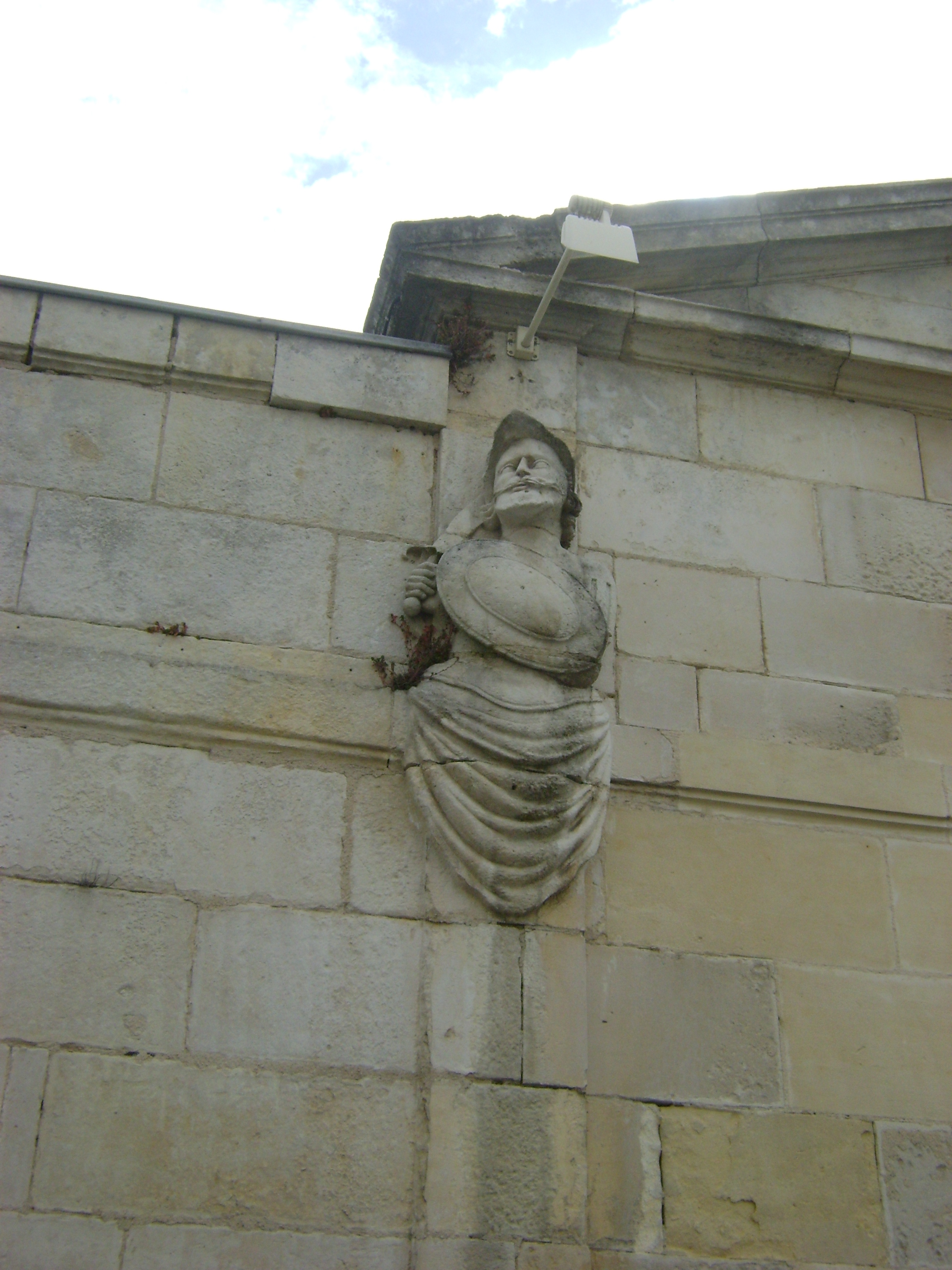
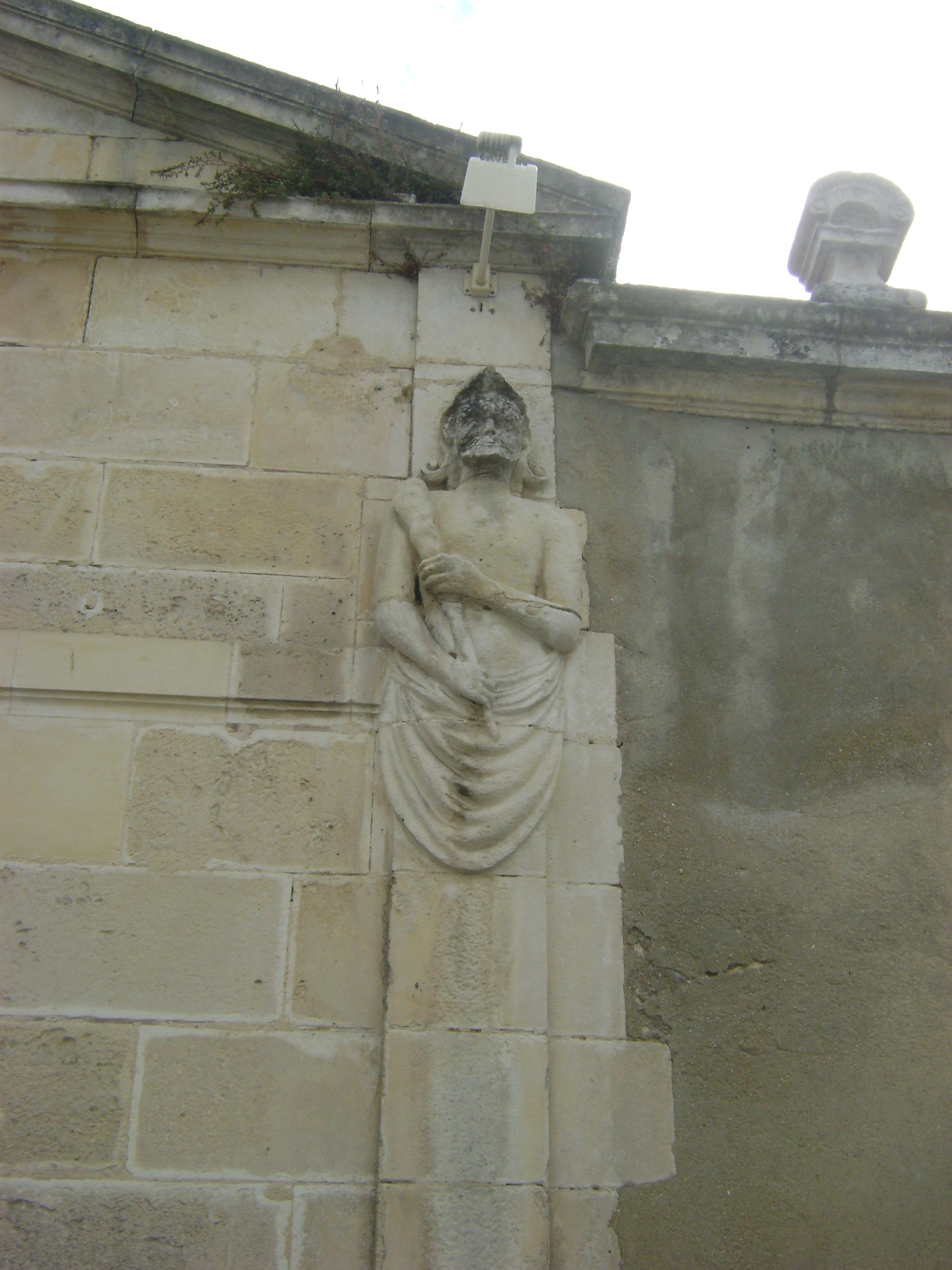